# Tournoi d'ouverture du championnat du Nicaragua de football 2020
Navigation
Tournoi précédent Tournoi suivant
Le Tournoi Apertura 2020 est le septième tournoi saisonnier disputé au Nicaragua.
C'est cependant la 81e fois que le titre de champion du Nicaragua est remis en jeu.
Chacun des dix clubs participant sera confronté deux fois aux neuf autres équipes. Puis les quatre meilleurs s'affronteront lors d'une phase finale à la fin du tournoi.
C'est de nouveau le Real Estelí FC qui remporte un quatrième titre consécutif et se qualifie pour la Ligue de la CONCACAF 2021.

## Les dix équipes participantes
Ce tableau présente les dix équipes qualifiées pour disputer le championnat 2020-2021. On y trouve le nom des clubs, le nom des stades dans lesquels ils évoluent ainsi que la capacité et la localisation de ces derniers.
| Équipes                   | Stade                                        | Capacité | Ville      |
| Chinandega FC (en)        | Stade Efraín Tijerino                        | 8 000    | Chinandega |
| Diriangén FC              | Stade Cacique Diriangén                      | 7 500    | Diriamba   |
| ART Municipal Jalapa (en) | Stade Alejandro Ramos                        | 1 000    | Jalapa     |
| Juventus Managua          | Stade olympique de l'Indépendance de Managua | 8 000    | Managua    |
| Managua FC (en)           | Stade olympique de l'Indépendance de Managua | 8 000    | Managua    |
| Junior de Managua (es)    | Stade olympique de l'Indépendance de Managua | 8 000    | Managua    |
| Real Estelí FC            | Stade de l'Indépendance                      | 4 800    | Estelí     |
| Real Madriz               | Stade Augusto Cesar Mendoza                  | 3 000    | Somoto     |
| Deportivo Ocotal (en)     | Stade Glorias del Beisbol Segoviano          | 5 000    | Ocotal     |
| Deportivo Walter Ferreti  | Stade olympique de l'Indépendance de Managua | 8 000    | Managua    |

| \| Managua : Juventus Walter Ferreti Managua FC Junior de Managua Managua Diriangén Estelí Madriz Chinandega Ocotal Jalapa \| Localisation des équipes engagées dans le championnat. |
| Managua : Juventus Walter Ferreti Managua FC Junior de Managua Managua Diriangén Estelí Madriz Chinandega Ocotal Jalapa                                                              |

## Compétition
Le tournoi Apertura se déroule de la même façon que les tournois saisonniers précédents, en deux phases :
- La phase régulière : les dix-huit journées de championnat.
- La seconde phase : les matchs aller-retour allant des quarts de finale à la finale.

### Phase régulière
Lors de la phase régulière les dix équipes affrontent à deux reprises les neuf autres équipes selon un calendrier tiré aléatoirement.
Les quatre meilleures équipes sont directement qualifiées pour la seconde phase.
Le classement est établi sur le barème de points classique (victoire à 3 points, match nul à 1, défaite à 0).
Le départage final se fait selon les critères suivants :
- Le nombre de points.
- La différence de buts générale.
- Le nombre de buts marqué.

| Rang | Équipe                    | Pts | J  | G  | N | P | Bp | Bc | Diff |
| ---- | ------------------------- | --- | -- | -- | - | - | -- | -- | ---- |
| 1    | Real Estelí FC T          | 38  | 18 | 11 | 5 | 2 | 32 | 13 | +19  |
| 2    | Deportivo Walter Ferreti  | 32  | 18 | 9  | 5 | 4 | 29 | 17 | +12  |
| 3    | ART Municipal Jalapa (en) | 30  | 18 | 8  | 6 | 4 | 20 | 15 | +5   |
| 4    | Diriangén FC              | 29  | 18 | 8  | 5 | 5 | 29 | 21 | +8   |
| 5    | Juventus Managua          | 23  | 18 | 6  | 5 | 7 | 23 | 25 | -2   |
| 6    | Chinandega FC (en)        | 21  | 18 | 5  | 6 | 7 | 21 | 35 | -14  |
| 7    | Deportivo Ocotal (en)     | 19  | 18 | 5  | 4 | 9 | 20 | 25 | -5   |
| 8    | Managua FC (en)           | 19  | 18 | 5  | 4 | 9 | 24 | 30 | -6   |
| 9    | Real Madriz               | 16  | 18 | 3  | 7 | 8 | 17 | 24 | -7   |
| 10   | Junior de Managua P       | 15  | 18 | 2  | 9 | 7 | 16 | 10 | +6   |

| Légende : Qualifications et relégations | Légende : Qualifications et relégations          |
| --------------------------------------- | ------------------------------------------------ |
|                                         | Qualifié pour les demi-finales                   |
|                                         | Qualifié pour les quarts de finale               |
|                                         | T Tenant du titre P Promu de la saison 2019-2020 |

| Résultats (▼dom., ►ext.)                                   | ART | JRM | DPO | Chi | Dir | Juv | Man | Est | Mad | Wal |
| ART Municipal Jalapa (en)                                  |     | 1-0 | 2-0 | 1-1 | 2-0 | 1-0 | 1-0 | 1-0 | 2-1 | 3-0 |
| Junior de Managua                                          | 1-0 |     | 1-0 | 0-1 | 1-1 | 1-1 | 2-2 | 0-0 | 2-2 | 0-4 |
| Deportivo Ocotal (en)                                      | 0-0 | 3-1 |     | 1-2 | 1-0 | 0-0 | 5-0 | 0-1 | 1-1 | 2-0 |
| Chinandega FC (en)                                         | 1-1 | 2-2 | 4-2 |     | 1-3 | 3-2 | 0-0 | 1-5 | 1-1 | 2-2 |
| Diriangén FC                                               | 1-1 | 3-2 | 6-1 | 2-0 |     | 1-0 | 0-0 | 2-2 | 3-1 | 0-1 |
| Juventus Managua                                           | 2-2 | 1-1 | 1-0 | 5-1 | 3-1 |     | 2-3 | 1-4 | 1-0 | 1-3 |
| Managua FC (en)                                            | 3-1 | 2-0 | 2-2 | 1-0 | 3-4 | 0-1 |     | 3-4 | 0-1 | 1-2 |
| Real Estelí FC                                             | 2-1 | 1-1 | 2-1 | 3-0 | 1-0 | 3-0 | 1-0 |     | 2-0 | 1-1 |
| Real Madriz                                                | 3-0 | 1-1 | 0-1 | 0-1 | 1-1 | 1-1 | 0-2 | 1-0 |     | 2-2 |
| Deportivo Walter Ferreti                                   | 0-0 | 1-0 | 2-0 | 4-0 | 0-1 | 0-1 | 4-2 | 0-0 | 3-1 |     |
| - Victoire à domicile - Match nul - Victoire à l'extérieur |     |     |     |     |     |     |     |     |     |     |

### La phase finale
Les six équipes qualifiées sont réparties dans le tableau final d'après leur classement général, le deuxième affrontant lors des demi-finales le vainqueur du quart opposant le quatrième au cinquième et le premier affrontant le vainqueur du quart opposant le troisième au sixième.
En cas d'égalité, les deux équipes sont dans un premier temps départagées par la règle des buts marqués à l'extérieur puis par leur classement général si cela est nécessaire, sauf lors de la finale où des prolongations puis une séance de tirs au but ont éventuellement lieu. Les quarts de finale ne se jouent que sur un match.

#### Tableau
|  |                           |               |                    |               |               |   |   |            |            |            |                |            |   |   |        |        |        |        |        |  |  |
|  | 1/4 de finale             | 1/4 de finale | 1/4 de finale      | 1/4 de finale | 1/4 de finale |   |   | 1/2 finale | 1/2 finale | 1/2 finale | 1/2 finale     | 1/2 finale |   |   | Finale | Finale | Finale | Finale | Finale |  |  |
|  |                           |               |                    |               |               |   |   |            |            |            |                |            |   |   |        |        |        |        |        |  |  |
|  |                           |               |                    |               |               |   |   |            |            |            |                |            |   |   |        |        |        |        |        |  |  |
|  |                           |               |                    |               |               |   |   |            |            |            |                |            |   |   |        |        |        |        |        |  |  |
|  |                           |               |                    |               |               |   |   |            |            |            |                |            |   |   |        |        |        |        |        |  |  |
|  |                           |               |                    |               |               |   |   |            |            |            |                |            |   |   |        |        |        |        |        |  |  |
|  | Real Estelí FC            | (1)           | 2                  | 1             |               |   |   |            |            |            |                |            |   |   |        |        |        |        |        |  |  |
|  | Real Estelí FC            | (1)           | 2                  | 1             |               |   |   |            |            |            |                |            |   |   |        |        |        |        |        |  |  |
|  |                           |               | Chinandega FC (en) | (6)           | 2             | 0 |   |            |            |            |                |            |   |   |        |        |        |        |        |  |  |
|  | ART Municipal Jalapa (en) | (3)           | Chinandega FC (en) | (6)           | 2             | 0 | 0 |            |            |            |                |            |   |   |        |        |        |        |        |  |  |
|  | ART Municipal Jalapa (en) | (3)           |                    |               |               |   |   |            |            |            |                |            |   |   |        |        |        |        |        |  |  |
|  | Chinandega FC (en)        | (6)           | 2                  |               |               |   |   |            |            |            |                |            |   |   |        |        |        |        |        |  |  |
|  | Chinandega FC (en)        | (6)           | 2                  |               |               |   |   |            |            |            | Real Estelí FC | (1)        | 0 | 1 |        |        |        |        |        |  |  |
|  |                           |               |                    |               |               |   |   |            |            |            | Real Estelí FC | (1)        | 0 | 1 |        |        |        |        |        |  |  |
|  |                           | Diriangén FC  | (4)                | 0             | 0             |   |   |            |            |            |                |            |   |   |        |        |        |        |        |  |  |
|  |                           |               |                    |               |               |   |   |            |            |            |                |            |   |   |        |        |        |        |        |  |  |
|  |                           |               |                    |               |               |   |   |            |            |            |                |            |   |   |        |        |        |        |        |  |  |
|  |                           |               |                    |               |               |   |   |            |            |            |                |            |   |   |        |        |        |        |        |  |  |
|  | Deportivo Walter Ferreti  | (2)           | 2                  | 1             |               |   |   |            |            |            |                |            |   |   |        |        |        |        |        |  |  |
|  | Deportivo Walter Ferreti  | (2)           | 2                  | 1             |               |   |   |            |            |            |                |            |   |   |        |        |        |        |        |  |  |
|  |                           |               | Diriangén FC       | (4)           | 3             | 3 |   |            |            |            |                |            |   |   |        |        |        |        |        |  |  |
|  | Diriangén FC              | (4)           | Diriangén FC       | (4)           | 3             | 3 | 2 |            |            |            |                |            |   |   |        |        |        |        |        |  |  |
|  | Diriangén FC              | (4)           |                    |               |               |   | 2 |            |            |            |                |            |   |   |        |        |        |        |        |  |  |
|  | Juventus Managua          | (5)           | 0                  |               |               |   |   |            |            |            |                |            |   |   |        |        |        |        |        |  |  |
|  | Juventus Managua          | (5)           | 0                  |               |               |   |   |            |            |            |                |            |   |   |        |        |        |        |        |  |  |

#### Quarts de finale
| Club                      | Score | Club               | Commentaire |
| ART Municipal Jalapa (en) | 0-2   | Chinandega FC (en) |             |
| Diriangén FC              | 2-0   | Juventus Managua   |             |

#### Demi-finales
| Club                     | Aller | Retour | Club               | Commentaire |
| Real Estelí FC           | 2-2   | 1-0    | Chinandega FC (en) |             |
| Deportivo Walter Ferreti | 2-3   | 1-3    | Diriangén FC       |             |

#### Finale
| Match aller      | Diriangén FC | 0:0   | Real Estelí FC | Stade Cacique Diriangén  |                          |
| 13 décembre 2020 |              | (0:0) |                | Arbitrage : Erick Lezama | Arbitrage : Erick Lezama |
| 13 décembre 2020 | Rapport      |       |                | Arbitrage : Erick Lezama | Arbitrage : Erick Lezama |

| Match retour     | Real Estelí FC   | 1:0   | Diriangén FC | Stade national du Nicaragua |                             |
| 20 décembre 2020 | Manuel Rosas 69e | (0:0) |              | Arbitrage : Nitzar Sandoval | Arbitrage : Nitzar Sandoval |
| 20 décembre 2020 | Rapport          |       |              | Arbitrage : Nitzar Sandoval | Arbitrage : Nitzar Sandoval |

| Vainqueur du Tournoi Apertura 2020 Real Estelí FC 19e titre |

## Statistiques

### Buteurs
| Rang | Nom            | Équipe                   | Buts |
| 1    | Juan Barrera   | Real Estelí FC           | 13   |
| 2    | Dshon Forbes   | Deportivo Walter Ferreti | 12   |
| 3    | Pablo Gallego  | Managua FC (en)          | 9    |
| 4    | Luis Coronel   | Diriangén FC             | 8    |
| 4    | Erick Alcázar  | Chinandega FC (en)       | 8    |
| 4    | Maycon Santana | Diriangén FC             | 8    |

## Bilan du tournoi
| Tournoi d'ouverture du championnat de football du Nicaragua 2020 |                            |
| Champion                                                         | Real Estelí FC (19e titre) |
| Dauphin                                                          | Diriangén FC               |
| Qualifications continentales                                     |                            |
| Ligue de la CONCACAF 2021                                        | Real Estelí FC             |